# Карпова, Александра Степановна
Александра Степановна Карпова (род. 3 мая 1940 года, дер. Кулигино, Ковернинский район, Горьковская область, РСФСР, СССР) — советский и российский художник, мастер хохломской росписи, народный художник Российской Федерации (1993).

## Биография
Родилась 3 мая 1940 года в д. Кулигино Ковернинского района, была десятым ребёнком в семье. Отец, Степан Иванович, участник Великой Отечественной войны, с которой вернулся инвалидом: был ранен в правую руку штыком и не мог ею работать, после войны был сторожем в красильном цехе; работал истопником, печником; сушил «бельё». Мать, Любовь Фёдоровна, занималась гончарным делом, в семье была своя гончарная мастерская, которая выручила в годы войны: старшие дети ездили с товаром, меняли керамическую посуду на муку (из десятерых детей выжило шестеро).
В 1954 году — после окончания школы, пришла учеником художника хохломской росписи в Кулигинскую промартель «Красная Узола», где училась мастерству под руководством Никиты Петровича Кудряшова и Музы Кирилловны Соколовой.
В 19 лет вышла замуж, и семья поселилась на родине мужа Евгения Васильевича Карпова в соседней деревне Шабоши, затем в деревне Сёмино.
В 1961 году — перешла на работу в Сёминский художественный цех.

Александра Степановна Карпова одна из молодых художниц Сёнинской фабрики. Однако о ней смело можно сказать, что она работает творчески. Изделия, расписанные её рукой, по красоте и точности рисунка не отличаются от работы зрелых мастеров. Художница стремится отыскать новое, передать в узоре настроение и красоту родной природы. Её изделия наряду с другими пойдут на выставку одной из крупнейших социалистических стран – Канаду— Районная газета «Вперед к коммунизму» (№ 105 от 03.09.1966)
В 1967 году её работы демонстрировались в Монреале на международной выставке.
В 1968, 1972, 1974 годах — участник Выставки достижений народного хозяйства СССР.
С 1969 года — член экспериментальной творческой лаборатории Семинской фабрики «Хохломский художник».

## Творческая деятельность
Излюбленный вид росписи у мастера — «кудрина», но и не забывала и про деревенскую «травку», и про роспись «под фон». По словам Александры Степановны, «в ней больше фантазии, возможности выразить свои чувства, мысли, в ней больше золота». Столовая Сёминской фабрики была оформлена её «кудриной».

У одной только Саши Карповой, стройной светловолосой девушки, главный орнамент — „кудрина“. Ей нравится украшать массивные предметы орнаментом, составленным из крупных фантастических золотых цветов и листьев. Пишет она плотно, густо укрывая поверхность предмета узором, похожим на яркий нарядный ковёр. Глядя на Сашину работу, невольно думаешь: растёт на фабрике талантливая молодежь!— Т. И. Емельянова, Книга «Золотые травы» (1973)
Участница крупнейших отечественных и зарубежных выставок, в том числе Всероссийской выставке-смотре изделий НХП, Всероссийской выставки «Россия», региональных выставок «Большая Волга», «Единение».
Её работы являются частью коллекции Хохломы музейно-выставочного центра «Отчина»: резные петухи, ковш «Золотая рыбка», «Дракон», «Лебедь», долблёные блюда, шкатулки, поставки разной формы, столовые наборы, самовар… В работах мастера можно увидеть самые разные варианты «кудрины», роспись «под фон», «травку». Жёлуди, ромашки, георгины, диковинные цветы — всё это плоды фантазии художницы.

## Награды
- Народный художник Российской Федерации (1993)
- Заслуженный художник РСФСР (1973)
- Медаль «В ознаменование 100-летия со дня рождения Владимира Ильича Ленина» (1970)
- Медаль «Ветеран труда» (1989)
- Бронзовая медаль ВДНХ (1975)
- Диплом Совета министров РСФСР
- Диплом Академии Художеств СССР (за сохранение и развитие местных художественных традиций хохломской росписи)
- Диплом Правления Союза художников РСФСР
- Диплом второй степени за участие на Всероссийской выставке-смотре изделий народных художественных промыслов 1977—1978 годах
- Почётная грамота Министерства местной промышленности РСФРС и ЦК профсоюза рабочих местной промышленности и коммунально-бытовых предприятий — за многолетний плодотворный труд в системе народных художественных промыслов Российской Федерации